# Kuliși, Petrîkivka
Kuliși (în ucraineană Куліші) este un sat în comuna Ivanivka din raionul Petrîkivka, regiunea Dnipropetrovsk, Ucraina.

## Demografie
Componența lingvistică a localității Kuliși
     Ucraineană (86,75%)
     Rusă (10,84%)
     Alte limbi (1,2%)
Conform recensământului din 2001, majoritatea populației localității Kuliși era vorbitoare de ucraineană (86,75%), existând în minoritate și vorbitori de rusă (10,84%).